# Иван Несторов (революционер)
Вижте пояснителната страница за други личности с името Иван Несторов.
Иван Лазаров Несторов е български революционер, деец на Вътрешната македоно-одринска революционна организация.

## Биография
Несторов е роден на 23 април 1875 година в костурското село Връбник, тогава в Османската империя, днес в Албания. В Атина е привлечен към ВМОРО от Никола Георгиев Синчов. В 1902 година участва в канал за прехвърляне на чети към Македония по време на засилването на революционната подготовка. Гръцките власти започват масови арести и за да не бъде арестуван, Несторов заминава за Костурско. Лазар и Георги Киселинчеви му предават сандък с взривни вещества, който Несторов успява да внесе в Османската империя и го предава на Васил Чекаларов. На 28 март 1903 година в Смърдеш четите на Борис Сарафов и Иван Попов са обградени. На помощ им идват селските чети от Въмбел и от Връбник, начело с Васил Делов, в която участва и Несторов. След тежко сражение с много жертви, обсадата е разкъсана, но Смърдеш е опожарено. Участва в Илинденско-Преображенското въстание през лятото на 1903 година, като взима участие в сражението при Билища и в сражението в местността Вълкана (Вълканова чешма) при Апоскеп. След разгрома на въстанието се прибира в опожарения Връбник. Арестуван е и три пъти бит жестоко.
По-късно емигрира в Свободна България. На 10 март 1943 година, като жител на Пловдив, подава молба за българска народна пенсия, която е одобрена и пенсията е отпусната от Министерския съвет на Царство България.